# حجم محلی
حجم محلی (انگلیسی: Local Volume) مجموعه‌ای از بیش از ۵۰۰ کهکشان است که در ناحیه‌ای از جهان قابل مشاهده نزدیک به ما قرار دارند و درون منطقه‌ای به شکل کره (هندسه) با شعاع ۱۱ مگاپارسک از زمین یا با سرعت شعاعی کمتر از انتقال به سرخ z < 0.002 (550 km/s) قرار می‌گیرند.
این ناحیه از گیتی محلی بود که پروژه «میراث حجم محلی» (Local Volume Legacy یا LVL) برای مطالعه ۲۵۸ کهکشان از طریق چرخه‌های مشاهده توسط تلسکوپ فضایی اسپیتزر با استفاده از دوربین آرایه‌ای فروسرخ (IRAC) و فتومتر تصویربرداری چندباندی (MIPS) اجرا شد.

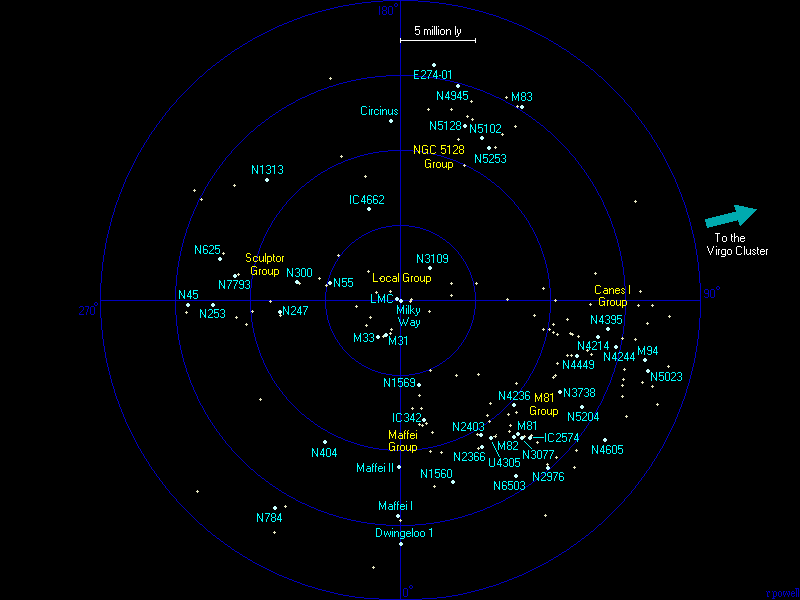
نمایی جزئی از حجم محلی (مقیاس بالا ۵ میلیون سال نوری است).

این مطالعه شامل تمام کهکشان‌های درون زیرحجمی به شعاع ۳٫۵ مگاپارسک و مجموعه‌ای از کهکشان مارپیچی و کهکشان نامنظم در شعاع ۱۱ مگاپارسک بود. هدف این پژوهش گردآوری داده‌هایی دربارهٔ نرخ ستاره‌زایی، جرم ستاره‌ای در جمعیت ستاره‌های قدیمی، غبار کیهانی و تابش اخترفیزیکی بود.
ما همچنین می‌توانیم حجم محلی را به‌عنوان فاصله‌ای تا ۱۰ مگاپارسک تعریف کنیم که تلسکوپ فضایی هابل توانایی تشخیص جمعیت‌های ستارهای در کهکشان‌ها را دارد. این تعریف می‌تواند برای پوشش دادن طیف کاملی از محیط‌های کهکشانی، از خلأ کیهانی تا گروه‌ها و خوشه‌های کهکشانی، به ۱۵ مگاپارسک گسترش یابد. در آینده، ممکن است این تعریف برای فاصله‌های بیشتر نیز توسعه یابد.
درون حجم محلی، صفحه محلی قرار دارد، منطقه‌ای تخت از ماورای جو که حدود ۶۰ کهکشان با سرعت مشابه در آن قرار دارند و شعاع آن حدود ۷ مگاپارسک و ضخامت آن حدود ۰٫۵ مگاپارسک است. گروه محلی، که راه شیری و کهکشان آندرومدا بخشی از آن هستند، بخشی از صفحه محلی و در نتیجه بخشی از حجم محلی است. حجم محلی نیز بخشی از ابرخوشه لانیاکیا است.
کهکشان‌های حجم محلی حرکت ترجیحی خاصی به نام جریان دوشیزه‌ای دارند که به سمت خوشه دوشیزه و به دلیل گرانش بسیار زیاد آن حرکت می‌کنند.
در میان کهکشان‌های عضو حجم محلی، چندین کهکشان بزرگ یا کهکشان خاص مانند قنطورس ای، مسیه ۸۱ (M81)، مسیه ۸۲ (M82)، کهکشان سرکینوس، مسیه ۸۳ (M83)، کهکشان فرفره (M101)، کهکشان کلاه‌مکزیکی (M104)، ان‌جی‌سی ۱۵۱۲، کهکشان گرداب، مسیه ۷۴، مسیه ۶۶ و مسیه ۹۶ وجود دارند.
اخیراً، پس از مشاهدات تلسکوپ فضایی هابل، دو کهکشان کوتوله به نام‌های Pisces A و Pisces B شناسایی شده‌اند که از خلأ محلی همسایه به حجم محلی مهاجرت کرده‌اند.